# Austrobrickellia
Austrobrickellia es un género de plantas perteneciente a la familia Asteraceae. Comprende 3 especies descritas y  de estas 2 aceptadas.

## Taxonomía
El género fue descrito por R.M.King & H.Rob. y publicado en Phytologia 24: 72. 1972.

## Especies aceptadas
A continuación se brinda un listado de las especies del género Austrobrickellia aceptadas hasta junio de 2012, ordenadas alfabéticamente. Para cada una se indica el nombre binomial seguido del autor, abreviado según las convenciones y usos.
- Austrobrickellia arnottii (Baker) R.M.King & H.Rob.
- Austrobrickellia bakerianum (B.L.Rob.) R.M.King & H.Rob.
- Austrobrickellia patens (D.Don ex Hook. & Arn.) R.M.King & H.Rob.